# Juno (sonda)

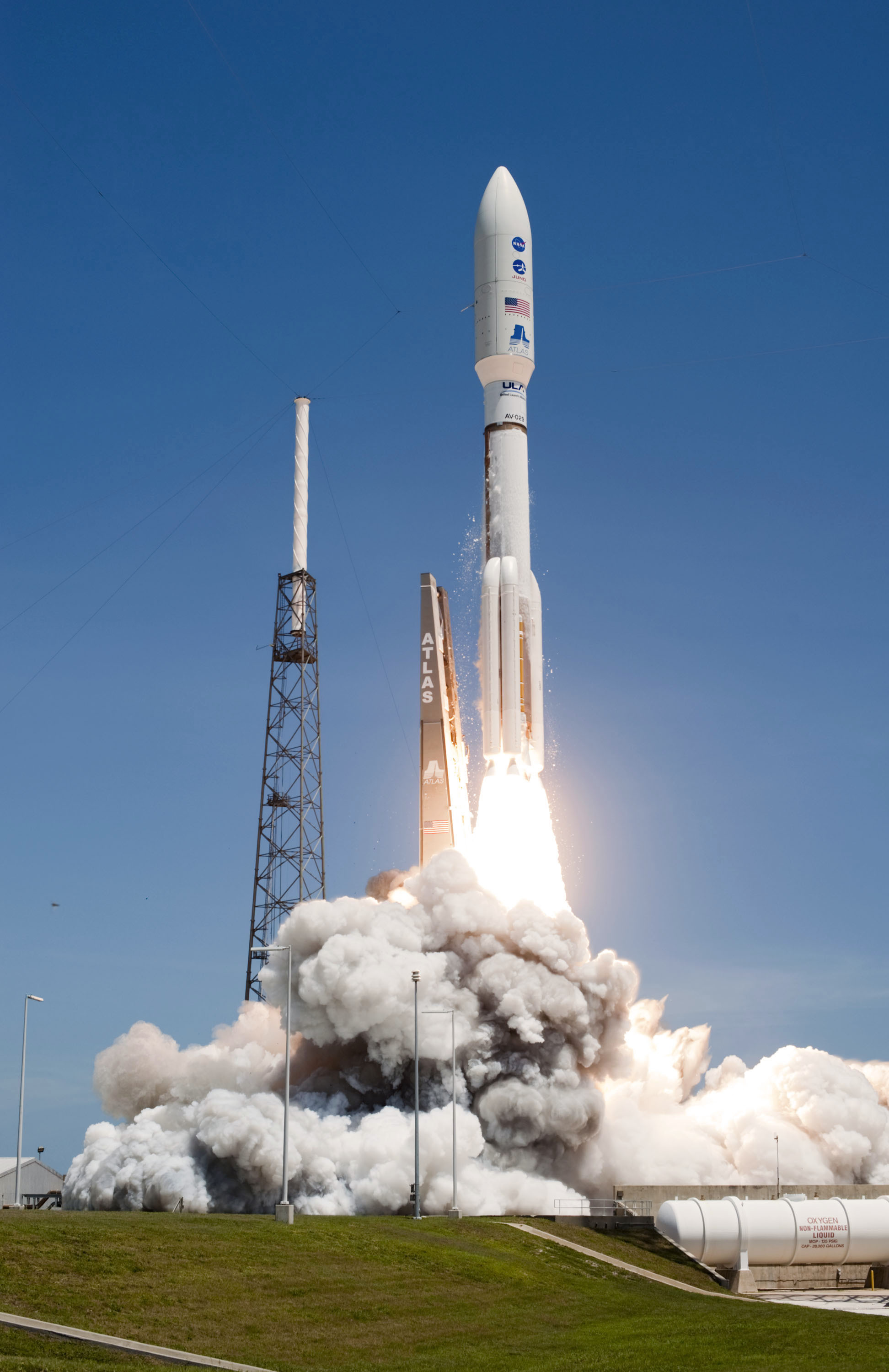
Llançament de la sonda Juno a bord d'un coet Atles V 551.

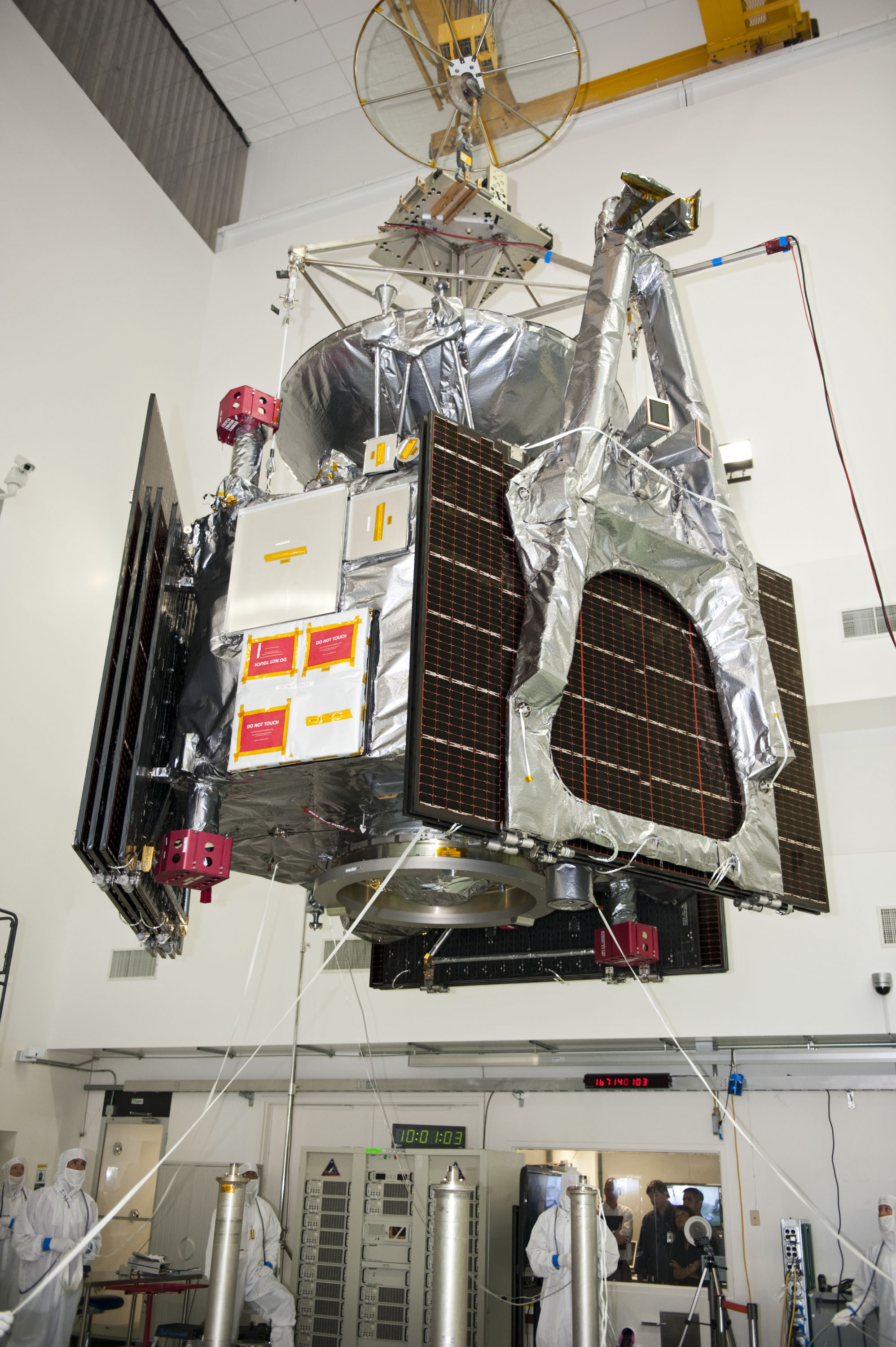
La sonda Juno durant la fase d'assemblatge.

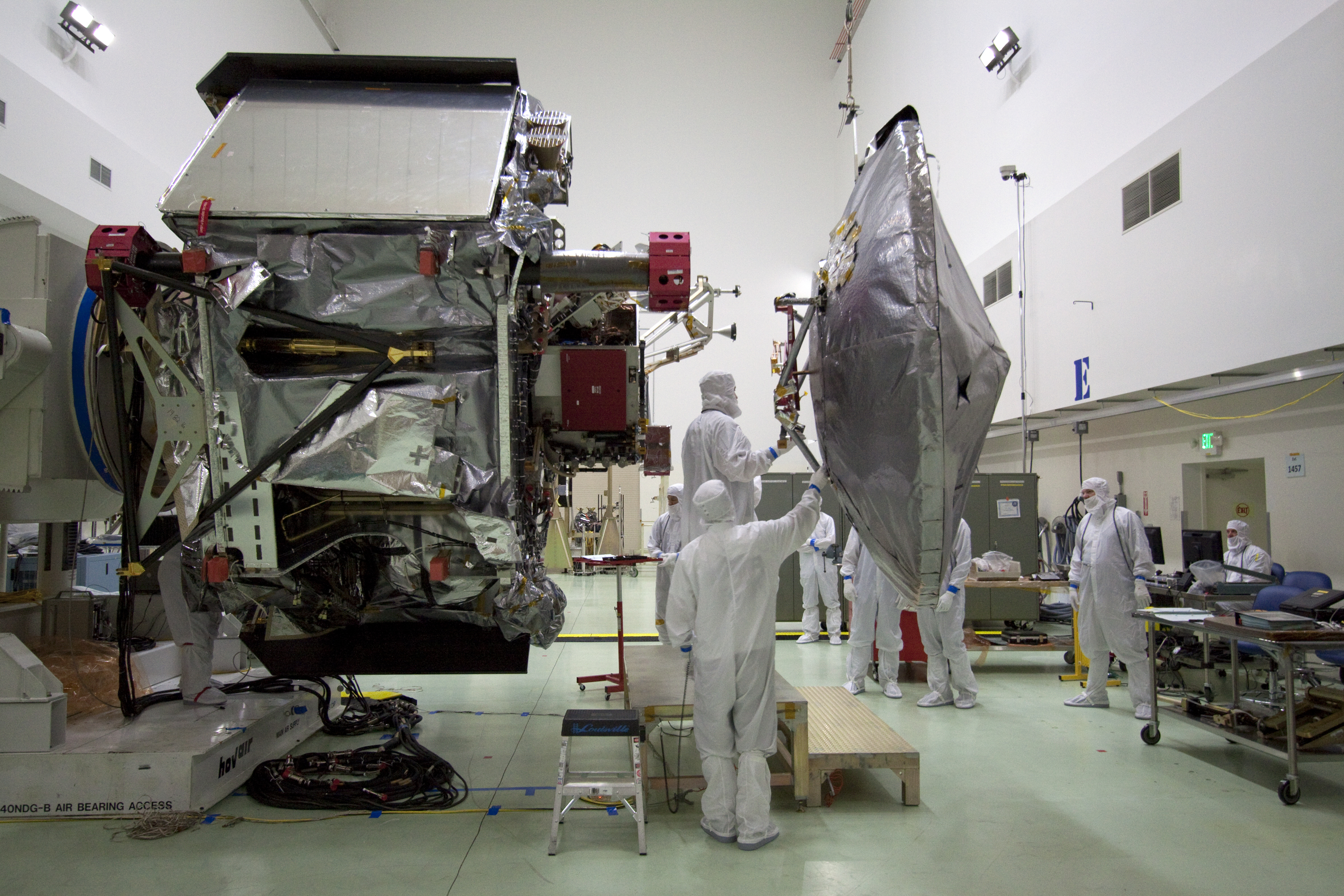
L'antena parabòlica d'alt guany durant la fase d'assemblatge.

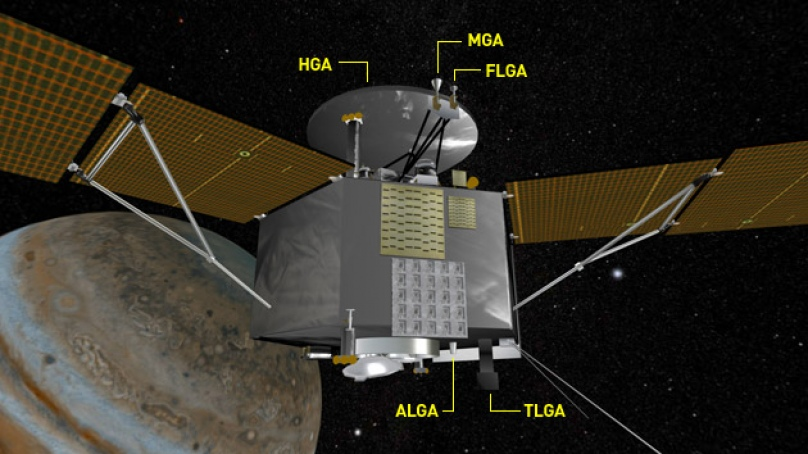
Esquema de l'emplaçament de les 5 antenes de la sonda Juno.

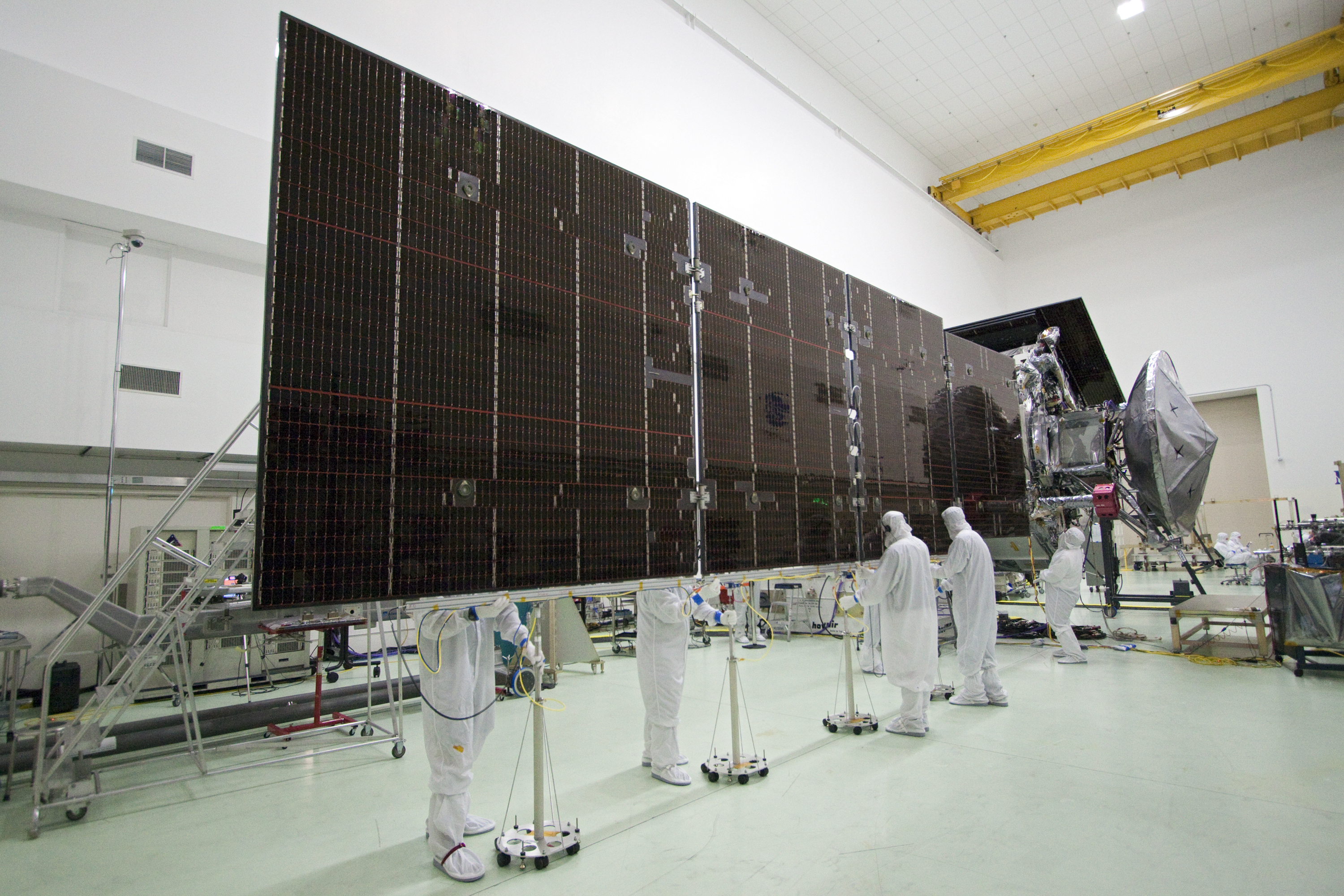
Els panells solars que proveeixen alimentació elèctrica a la sonda, durant la fase de proves.

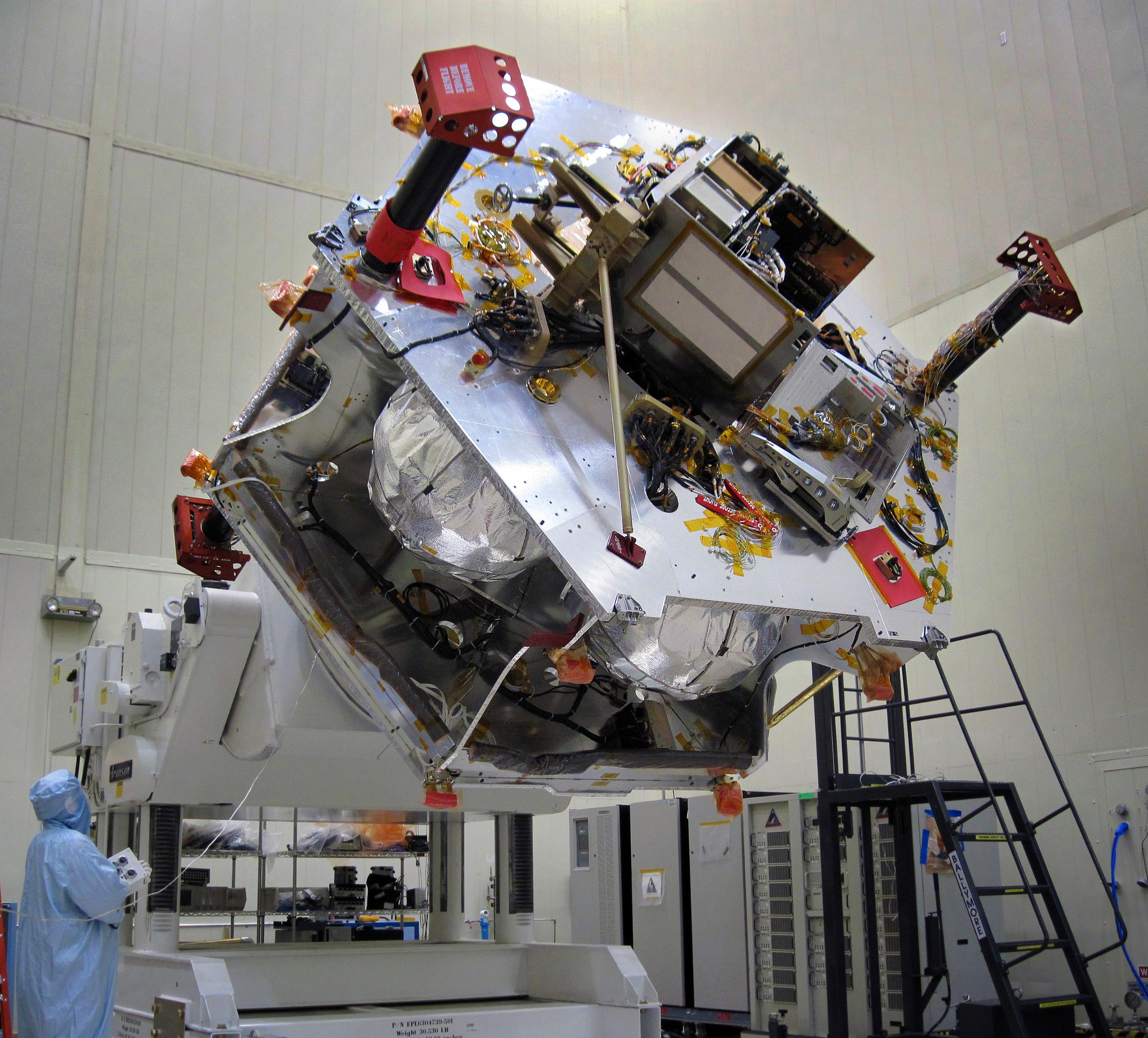
Vista del compartiment blindat en la part superior de la sonda.

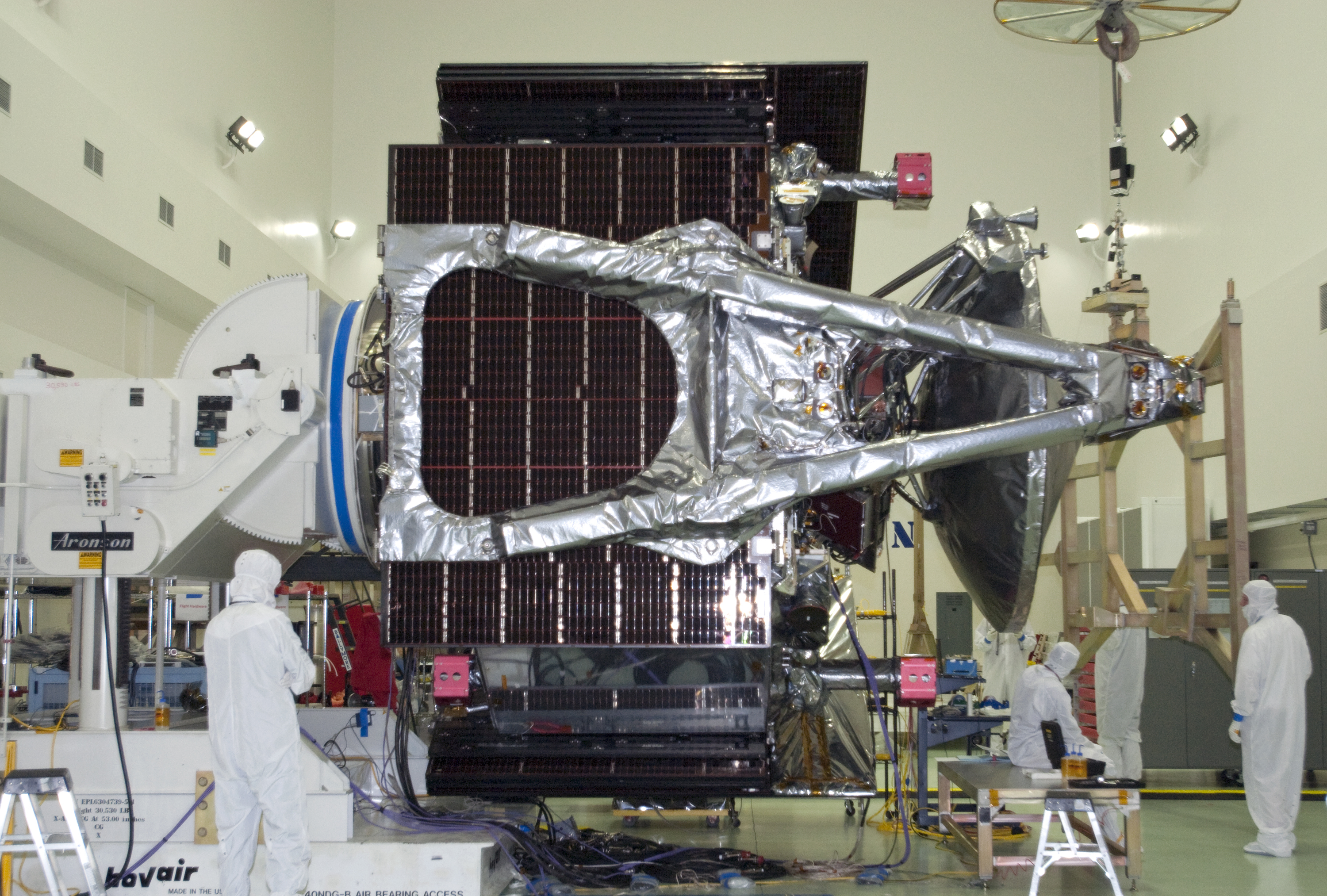
Els magnetòmetres de la sonda al costat d'un dels panells solars.

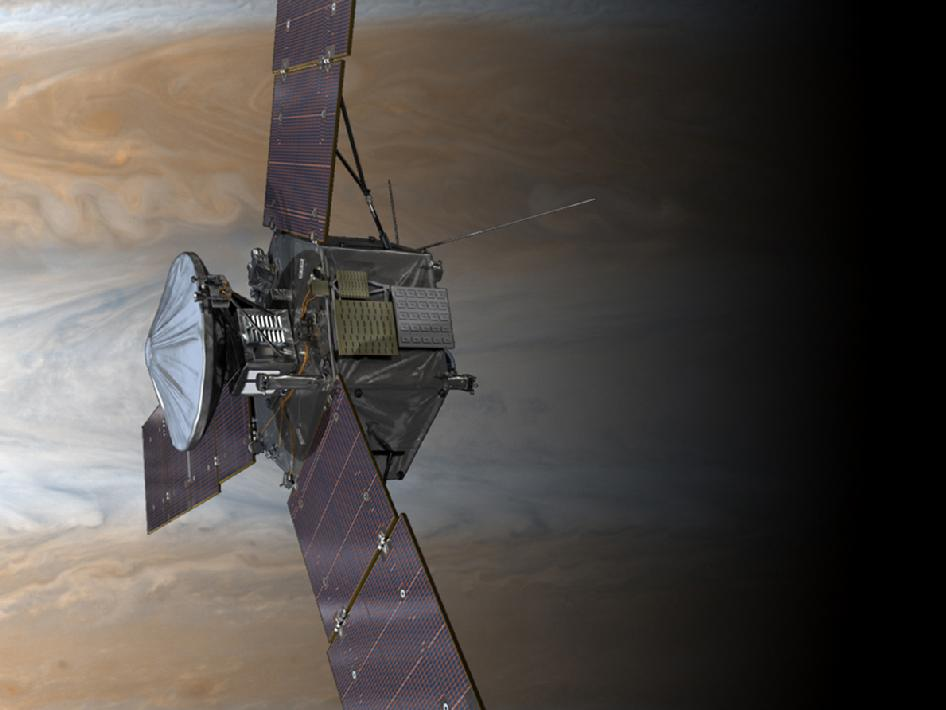
Il·lustració de la sonda durant la seva arribada a Júpiter.

Juno és una missió del programa New Frontiers de la NASA al planeta Júpiter. Es va proposar originalment a un cost d'aproximadament 700 milions de dòlars per a un llançament el juny del 2009. Restriccions de pressupost a la NASA van fer que el llançament s'endarrerís fins a l'agost del 2011, damunt d'un coet Atlas V en la configuració 551. A data del juny del 2011, s'estima que el cost al llarg de la vida de la missió és de 1.100 milions de dòlars.
La sonda es col·locà en òrbita polar per estudiar la composició del planeta, camp gravitatori, camp magnètic i magnetosfera polar. La Juno també cerca pistes sobre com es va formar Júpiter, incloent si el planeta té un nucli rocós, la quantitat d'aigua present a l'atmosfera, i la distribució de la massa al planeta. També n'estudia els forts vents, que poden arribar a velocitats de 600 km/h.
La nau fou llançada a les 12:25 a.m. EDT, és a dir, les 18:25 hora de Barcelona. La Juno porta diversos objectes commemoratius. S'hi han col·locat tres minifigures de Lego que s'assemblen al déu romà Júpiter, la seva dona Juno i Galileo Galilei. També s'hi ha afegit una placa commemorativa en honor de Galileu i les seves contribucions a la ciència.
La nau Juno va arribar a l'òrbita de Júpiter el 5 de juliol de 2016. Es va decidir perllongar la missió fins al 2025-

## La missió
Juno està dissenyada per a l'estudi de l'atmosfera del planeta, el seu origen, estructura, i evolució dins del sistema solar, i així comprendre millor la seva formació i la del propi sistema solar.
Les seves principals funcions, estan enfocades en la creació d'un estudi i un mapa de la gravetat en els seus camps magnètics, i de les aurores de Júpiter, com també de la seva magnetosfera.
També estudiarà indicis sobre la formació del planeta, el seu nucli, l'aigua present en l'atmosfera, sobre la seva massa, i els seus vents, que poden aconseguir velocitats de fins a 618 quilòmetres per hora (384 mph).
La sonda seguirà una òrbita polar al voltant del planeta Júpiter, que li permetrà una major protecció contra la radiació que emet.

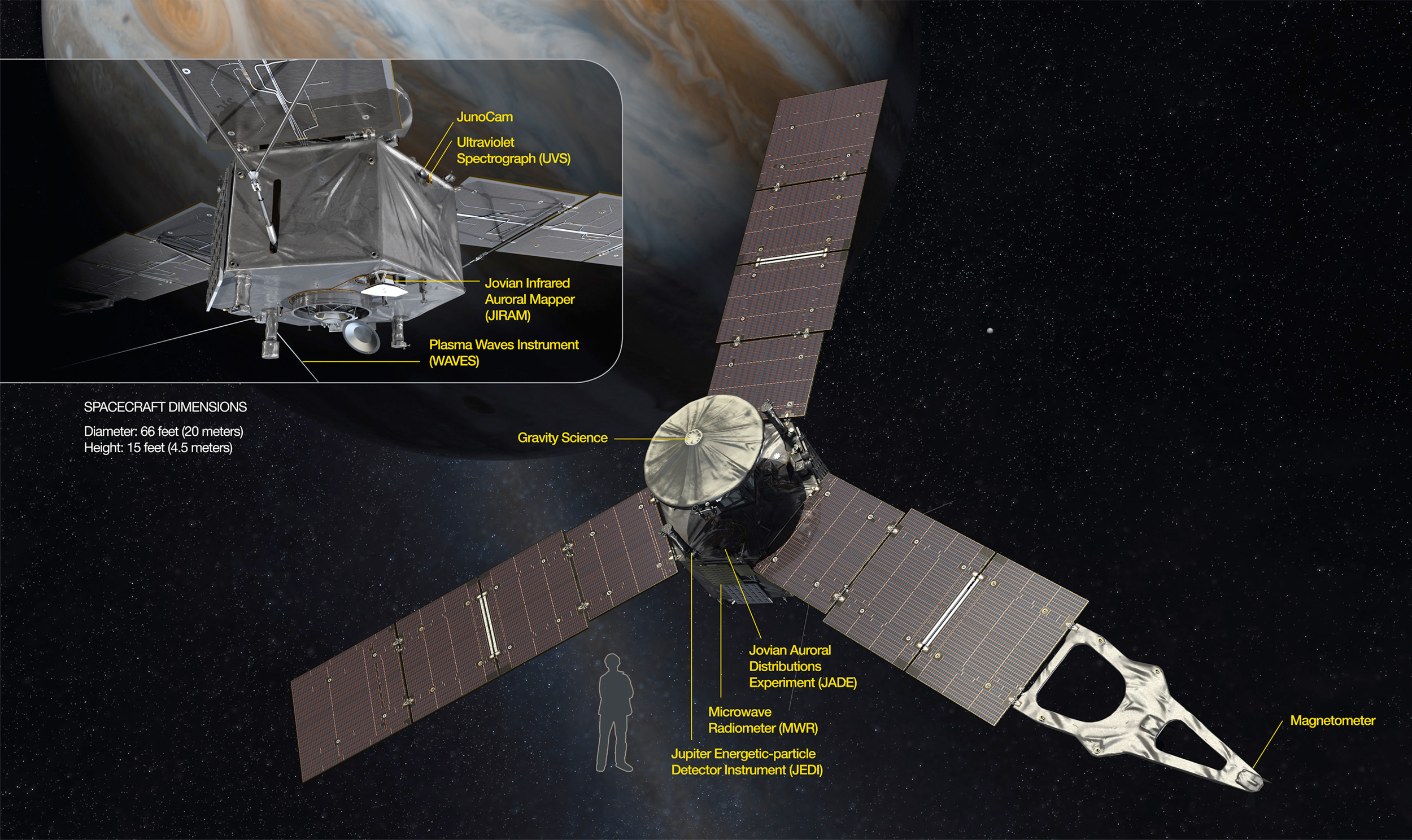
Il·lustració de la sonda Juno i els seus instruments científics.

## Instruments de recerca de Juno
Els objectius científics de la missió Juno es duran a terme amb l'ajuda de nou instruments que estan a bord de la sonda espacial:
| Model | Nom de l'instrument                                                    | Abreviatura | Descripció i objectiu científic |
| ----- | ---------------------------------------------------------------------- | ----------- | --- |
|       | Radiòmetre de microones (Microwave radiometer)                         | MWR         | El radiòmetre de microones està format per sis antenes muntades en dos dels costats del cos de la sonda. Durà a terme mesuraments de radiació electromagnètica en freqüències de rang de microones: 600 MHz, 1,2 GHz, 2,4 GHz, 4,8 GHz, 9,6 GHz i 22 GHz. Només les freqüències de microones són capaces de travessar l'espessor de l'atmosfera joviana. El radiòmetre mesura l'abundància d'aigua i amoníac (principals constituents dels núvols jovians) en les capes profundes de l'atmosfera fins a 200 bar de pressió o de 500 a 600 km de profunditat (1000 atmosferes). La combinació de diferents longituds d'ona i l'angle d'emissió permetrà obtenir un perfil de temperatura en diversos nivells de l'atmosfera. Les dades recollides determinaran a quina profunditat hi ha circulació atmosfèrica (Investigador principal: Mike Janssen, Laboratori de Propulsió a Raig (Jet Propulsion Laboratory) (Laboratori de Propulsió a Raig (Jet Propulsion Laboratory)). |
|       | Jovian Infrared Auroral Mapper                                         | JIRAM       | L'espectròmetre mapejador JIRAM, opera en l'infraroig proper (entre 2 i 5 μm), estudiarà les capes superiors de l'atmosfera fins a una distància entre 50 i 70 km, on la pressió ronda entre els 5 a 7 bars. JIRAM proporcionarà imatges de l'aurora en longitud d'ona de 3,4 μm en regions amb abundant H3+ ions. En mesurar la calor irradiada per l'atmosfera de Júpiter, JIRAM pot determinar per la forma dels núvols l'aigua que flueix sota en la superfície. També pot detectar metà, vapor d'aigua, amoníac i fosfà. No té necessitat de dispositius que siguin resistents a la radiació. ((Investigador principal: Angioletta Coradini,: (Investigador principal: Angioletta Coradini,, Institut Nacional d'Astrofísica) |
|       | Magnetòmetre                                                           | MAG         | Situat en l'extrem d'un dels panells solars, per evitar interferències amb els equips electrònics de la nau. Tenint tres objectius, analitzarà la magnetosfera: cartografiar el camp magnètic, determinació de la dinàmica de l'interior de Júpiter, i determinació de l'estructura tridimensional de la magnetosfera polar. L'objectiu del magnetòmetre Flux Gate Magnetometer (MGF), mesurar la força i la direcció de les línies de camp magnètic i la finalitat del Advanced Stellar Compass (ASC), dos sensors estel·lars, que compensaran el moviment giratori de la nau, que supervisarà l'orientació dels sensors magnetòmetres pel que fa al planeta.(Investigador principal: Jack Connerney, Centre de vol espacial Goddard de la NASA) Centre de vol espacial Goddard de la NASA)) |
|       | Gravity Science                                                        | GS          | La finalitat de mesurar la gravetat d'ones de ràdio és per realitzar un mapa de distribució de la massa a l'interior de Júpiter. La desigual distribució de la massa a Júpiter indueix petites variacions en la gravetat en l'òrbita seguida per la sonda quan s'apropa a la superfície del planeta. Aquestes variacions gravitacionals produeixen petits canvis en la velocitat de la sonda. La finalitat d'estudiar les ones és per detectar l'efecte Doppler en les transmissions de ràdio emeses des de la sonda Juno cap a la Terra en la banda Ka i en la banda X, que són rangs de freqüència que es poden estudiar amb menys interrupcions ocasionades pel vent solar o la ionosfera. (Investigador principal: John Anderson del Laboratori de Propulsió a Raig (Jet Propulsion Laboratory). Investigador principal (Juno's Ca-band Translator KaT): Luciano Iess, Universitat de Roma La Sapienza)                                                                    |
|       | Jovian Auroral Distribution Experiment                                 | JADE        | El detector de partícules energètiques (Jovian Auroral Distribution Experiment) JADE, mesurarà la distribució angular, energia i el vector de velocitat dels ions i electrons a baixa energia (ions entre 13 eV i 20 KeV, els electrons de 200 eV a 40 KeV) presents en l'aurora de Júpiter. En JADE, com en JEDI, els analitzadors d'electrons es van instal·lar en tres parts de la placa superior permetent una mesura de la freqüència tres vegades superior ((Investigador principal: David McComas,: (Investigador principal: David McComas,, Institut de Recerca del Sud-oest (Southwest Research Institute o SwRI). |
|       | Jovian Energetic Particle Detector Instrument                          | JEDI        | El detector de partícules energètiques JEDI mesurarà la distribució angular i el vector de velocitat dels ions i electrons a alta energia (ions entre 20 keV i 1000 keV, els electrons de 40 keV a 500 keV) presents en la magnetosfera polar de Júpiter. JEDI té tres sensors idèntics que es dedicaran a estudiar les partícules d'ions d'hidrogen, heli, oxigen i sofre (Investigador principal: Barry Mauk, Applied Physics Laboratory)). |
|       | Sensor d'ones de radi i ones en plasma (plasma wave)                   | Waves       | Consisteix en dues antenes de quatre metres cadascuna que detectaran regions de corrents aurorals que defineixen les emissions de radi de Júpiter i l'acceleració de les partícules aurorals mesurant l'espectre de radi i plasma a la regió auroral (Investigador principal: William Kurth, Universitat d'Iowa)). |
|       | Imatge espectrográfica ultraviolada (Ultraviolet Imaging Spectrograph) | UVS         | Registrarà la longitud d'ona, la posició i el temps que triga a arribar els fotons ultraviolat detectats per l'espectrògraf en cada volta de la sonda a Júpiter. Utilitza un canal micro detector de 1024 × 256, que proporcionarà imatges espectrals de les emissions aurorals UV en la magnetosfera polar. ((Investigador principal: G. Randall Gladstone,: (Investigador principal: G. Randall Gladstone,, Institut de Recerca del Sud-oest (Southwest Research Institute o SwRI). |
|       | JunoCam                                                                | JCM         | Un telescopi-càmera de llum visible, afegida per a la difusió pública d'imatges. Operativa només durant set òrbites al voltant de Júpiter a causa del dany que li ocasionarà la radiació i el camp magnètic del planeta ((Investigador principal: Michael C. Malin,: (Investigador principal: Michael C. Malin,, Malin Space Science Systems)). |

## El viatge

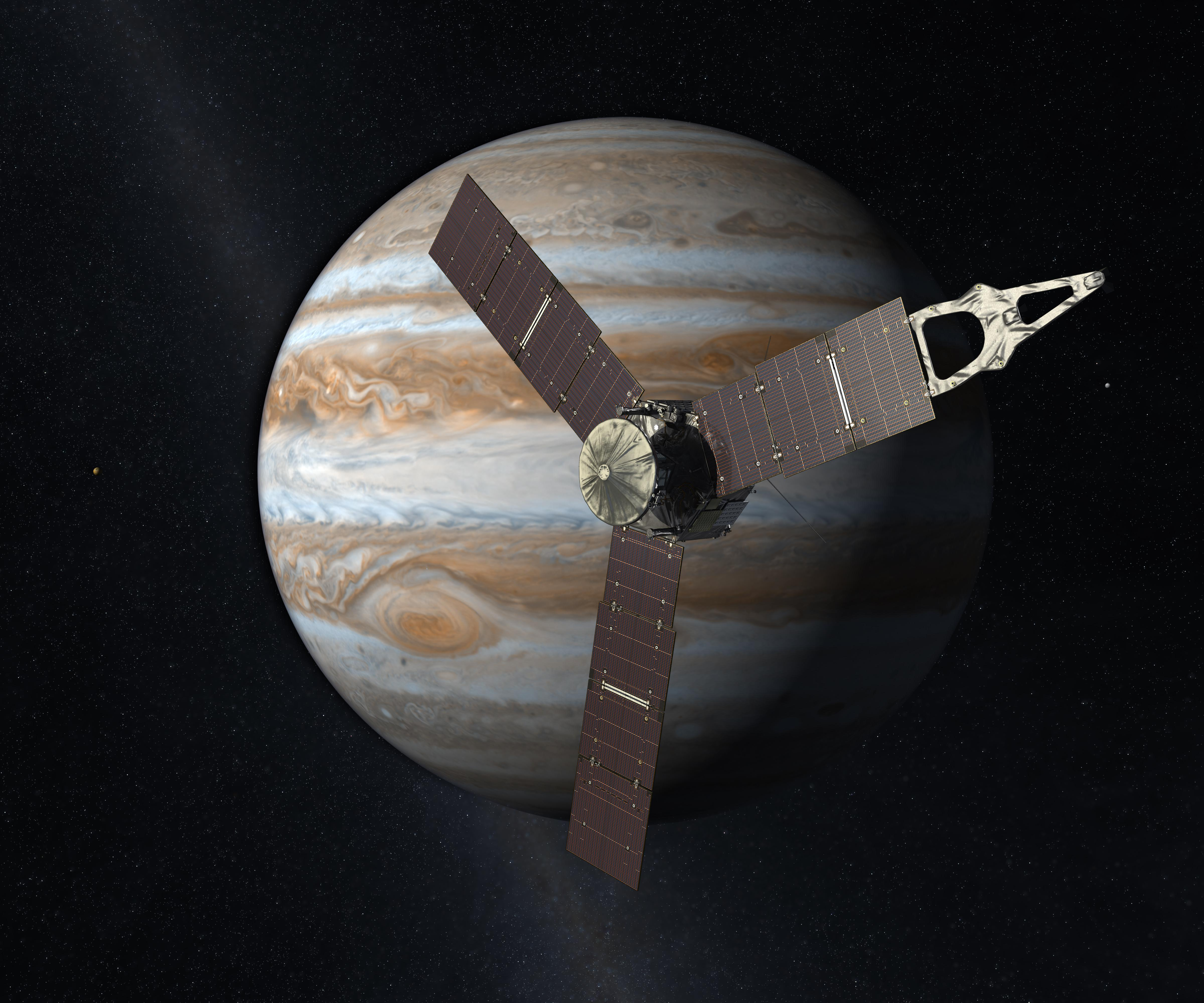
Concepció artística de la missió Juno a Júpiter.

Durant el viatge que va tenir una durada aproximada de 5 anys i 2 mesos, es van realitzar diversos entrenaments i proves, abans de l'arribada a Júpiter. Cada cert temps comprès entre els 12 i els 18 mesos, es van realitzar calibratges dels seus instruments per comprovar el seu funcionament. 6 mesos abans de l'arribada al sistema jovià, tots els instruments van estar verificats i completament funcionals.
Una vegada en destinació, la sonda va operar de dues formes molt diferents: en les òrbites 2,3,4,5,6 i 7, les lectures de les dades van ser adquirides, usant el plànol dels panells solars, passant pel centre de Júpiter. L'altra forma d'operar, és utilitzada per usar els sensors de gravetat, i l'enviament de dades amb les antenes d'alt guany cap a la Terra.

## Radioaficionats
Durant el sobrevol a la Terra, l'instrument WAVES (Ones en llengua anglesa) de Juno, es va encarregar del mesurament de les ones de ràdio i de plasma en la magnetósfera de Júpiter, va registrar senyals de radioaficionats. Això va ser part d'un esforç de notorietat pública que va involucrar als radioaficionats de tot el món. Se'ls va convidar a dir "HI" (hola en llengua anglesa) a la sonda, coordinant les transmissions de ràdio que van enviar el mateix missatge en codi Morse. Van participar operadors de tots els continents, inclosa l'Antàrtida.

## Galeria multimèdia

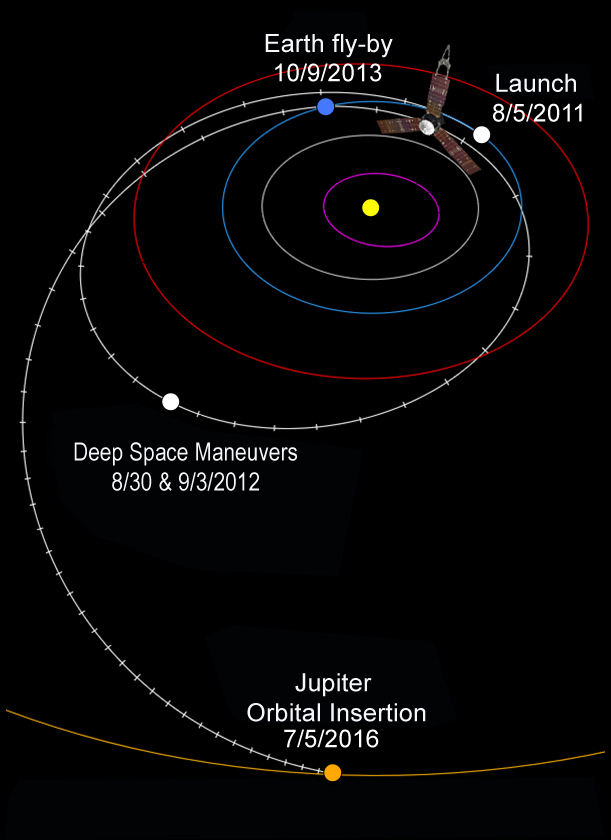
Trajectòria interplanetària de la sonda Juno; cada marca coincideix amb intervals de 30 dies.
- Animació de la trajectòria de Juno fins a la seva arribada a Júpiter.
- Vídeo del llançament.
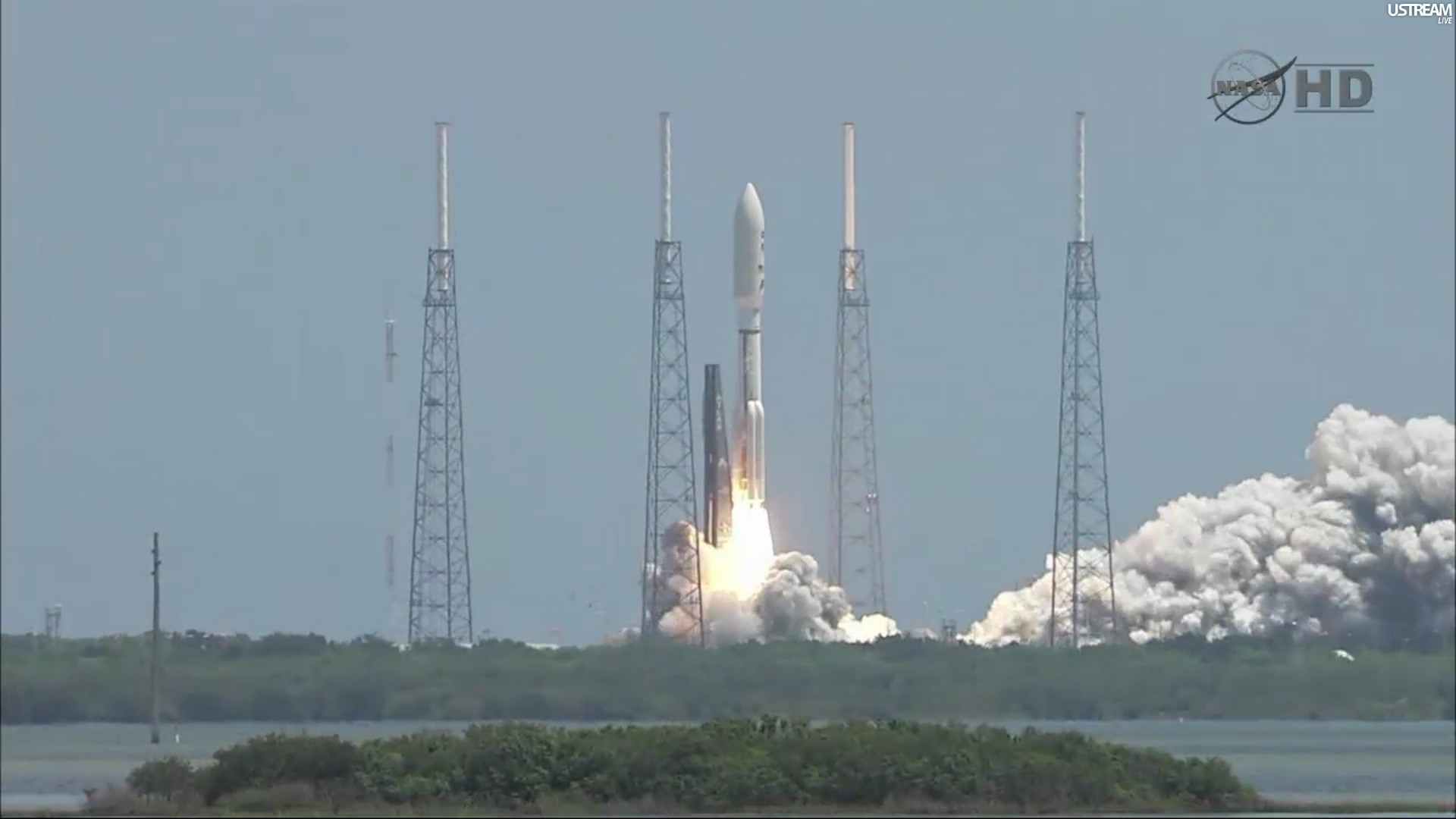
Imatge de l'enlairament de la sonda Juno a bord d'un coet Atlas V.
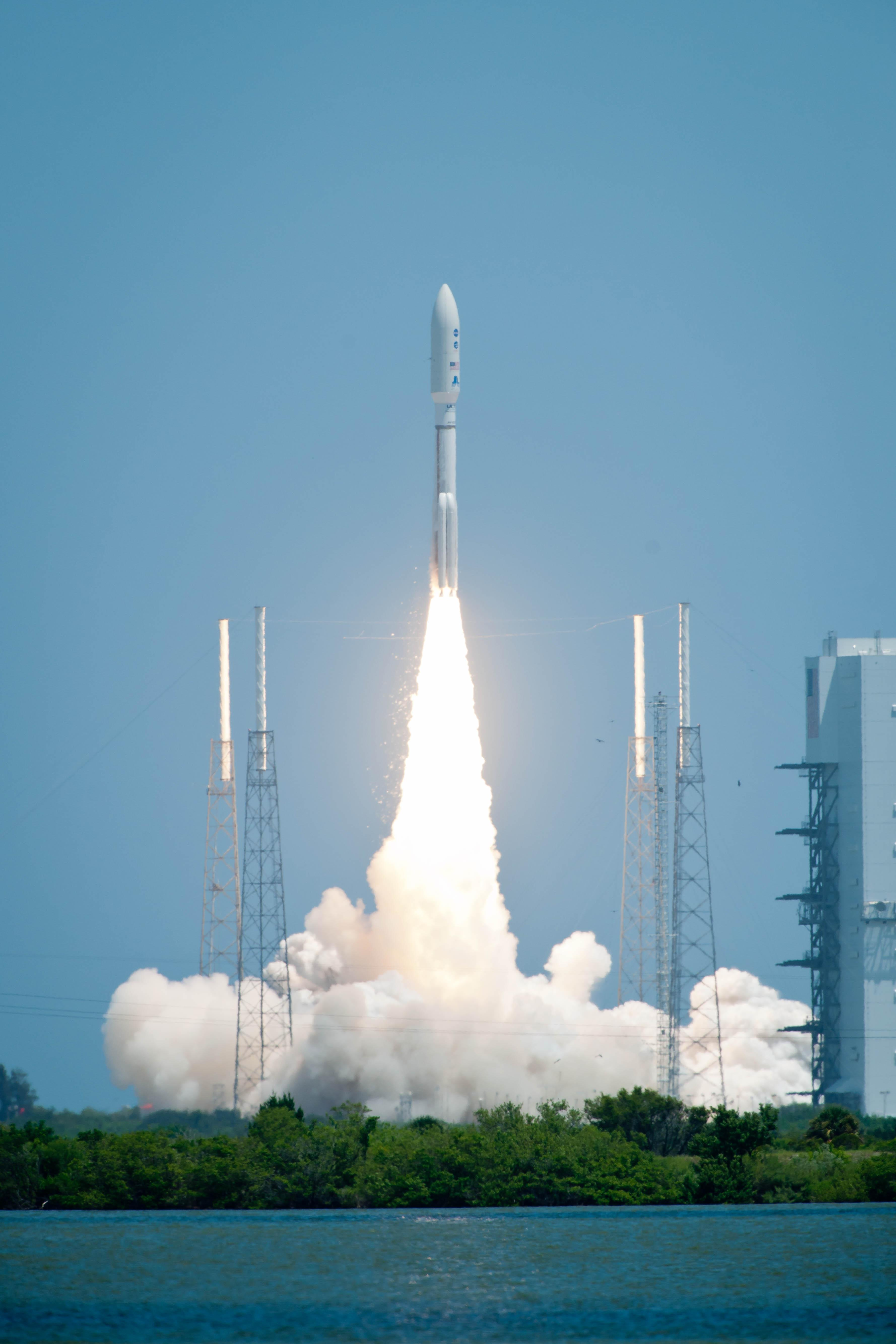
Enlairament de la sonda.

### NASA
- NASA (Juliol de 2011). NASA. Juno launch press kit (en anglès), Julio 2011. KIT.La referència utilitza paràmetres obsolets (ajuda) Presentació sintetitzada del llançament, de la sonda i de la missió posada a la disposició de la premsa i del públic amb motiu del llançament.
- NASA (Juny de 2016). NASA. Jupiter Orbit Insertion press kit (en anglès), Junio 2016. Arrivalpresskit. - Presentació de la missió per a la premsa en el marc de la seva inserció en òrbita.